# Wer nur den lieben Gott läßt walten
Wer nur den lieben Gott läßt walten ist ein Kirchenlied, das von Georg Neumark um 1641 gedichtet und vertont wurde. Das Lied umfasst sieben Strophen und handelt vom Gottvertrauen. Der Autor hat es selbst als Trostlied bezeichnet. Es erschien zuerst in Georg Neumarks Fortgepflantzer musikalisch-poetischer Lustwald (Jena 1657) und ist in der von Johann Crüger begründeten Praxis pietatis melica ab 1672 und 1704 im ersten Teil des Geistreichen Gesangbuches von Johann Anastasius Freylinghausen verzeichnet.

## Melodie und Text

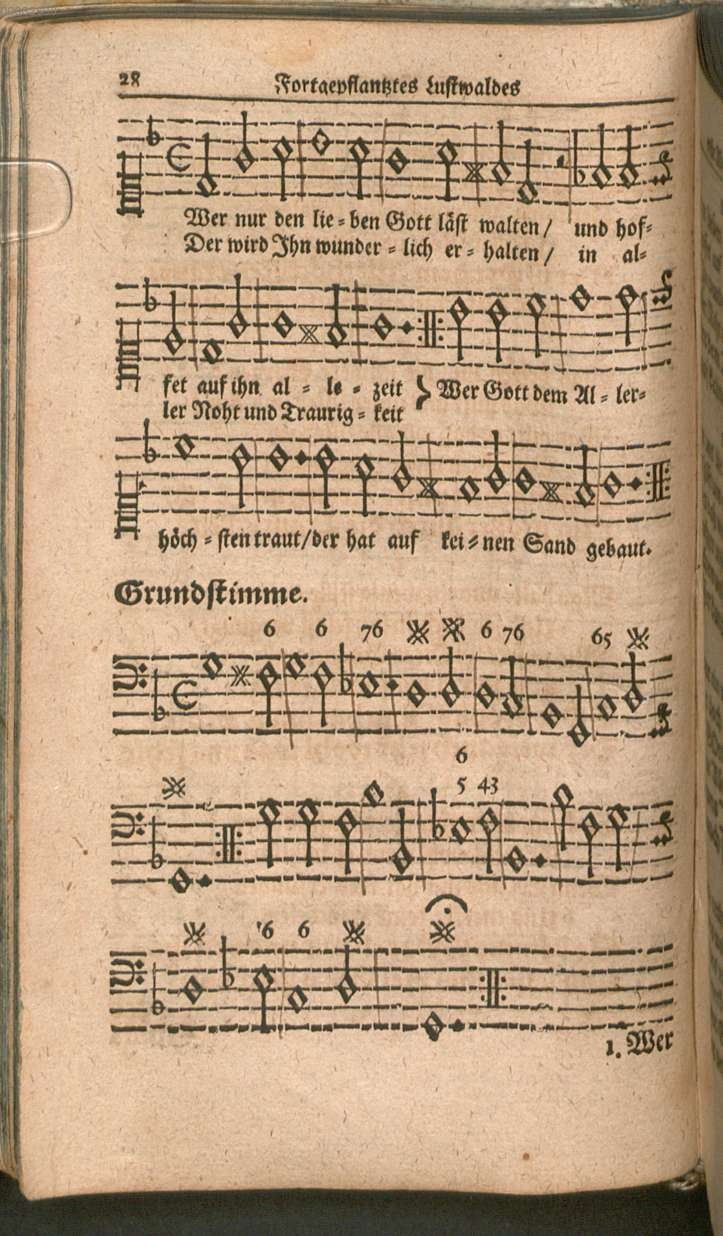
Melodie und Text der ersten Strophe, dazu ein bezifferter Bass in Neumarks Fortgepflantzer musikalisch-poetischer Lustwald

Im Laufe der Zeit sind mehr als zwanzig Melodien zu dem Text entstanden, die aber nicht die Popularität der Originalmelodie erreichten. Die Melodie wurde vielen anderen Liedern zugeordnet, so dass sie als eine der Hauptmelodien des protestantischen Kirchengesangs gilt. In einer verbreiteten Druckversion mit zwei ♭-Vorzeichen erscheint  sie in der Tonart g-Moll. In der Originalfassung von G. Neumark ist jedoch nur ein ♭ vorgezeichnet. Dies und die für Moll untypische Tonfolge f-f-e-d (nicht -es-d) am Beginn der zweiten Textzeile lassen auf einen ursprünglich kirchentonalen Charakter schließen. Im Riemann Musiklexikon wird das Lied als Beispiel für den hypodorischen Modus angeführt.
Text in Georg Neumarks Originalfassung von 1657:
1. Wer nur den lieben Gott läst walten

Und hoffet auf Ihn allezeit

Der wird Ihn wunderlich erhalten

In aller Noht und Traurigkeit.

Wer Gott dem Allerhöchsten traut

Der hat auf keinen Sand gebaut.

2. Was helfen uns die schweren Sorgen?

Was hilft uns unser Weh und Ach?

Was hilft es daß wir alle Morgen

Beseuftzen unser Ungemach?

Wir machen unser Kreutz und Leid

Nur größer durch die Traurigkeit.

3. Man halte nur ein wenig stille

Und sey doch in sich selbst vergnügt

Wie unsres Gottes Gnadenwille

Wie sein’ Allwissenheit es fügt

Gott der uns Ihm hat auserwehlt

Der weis auch sehr wohl was uns fehlt.

4. Er kennt die rechte Freudenstunden

Er weis wohl wenn es nützlich sey

Wenn Er uns nur hat treu erfunden

Und merket keine Heucheley.

So kömmt Gott eh wir uns versehn

Und lesset uns viel Guts geschehn.

5. Denk nicht in deiner Drangsalshitze

Daß du von Gott verlassen seyst

Und daß Gott der im Schoße sitze

Der sich mit stetem Glükke speist.

Die Folgezeit verändert viel

Und setzet Jeglichem sein Ziel.

6. Es sind ja Gott sehr schlechte Sachen

Und ist dem Höchsten alles gleich

Den Reichen klein und arm zu machen

Den Armen aber groß und reich.

Gott ist der rechte Wundermann

Der bald erhöhn / bald stürtzen kan.

7. Sing / bet / und geh auf Gottes Wegen

Verricht das Deine nur getreu

Und trau des Himmels reichem Segen

So wird Er bey dir werden neu.

Denn Welcher seine Zuversicht

Auf Gott setzt / den verläst Er nicht.
Seit dem 18. Jahrhundert ist neben der ursprünglichen Fassung im Dreiermetrum auch eine „isometrische“ Fassung in Gebrauch, wobei das Wort „isometrisch“ auf eine „rhythmische Gleichwertigkeit der Noten und metrische Gleichwertigkeit der Silben“ anspielt.
Melodie und Text in der katholischen Fassung von 1975:

## Aktuelle Fassungen
Das Lied ist im Stammteil des Evangelischen Gesangbuches unter Nr. 369 (EG 369) verzeichnet und als eins der Wochenlieder für den 15. Sonntag nach Trinitatis vorgesehen; im Schweizer Reformierten Gesangbuch (RG) unter Nr. 681.
Im aktuellen römisch-katholischen Gotteslob sind unter der Nr. 424 (GL 424) die Strophen 1, 2, 3, 6 und 7 abgedruckt. Im Katholischen Gesangbuch der deutschsprachigen Schweiz unter Nr. 541 werden nur drei Strophen (1, 2 und 7) geboten, ebenso war es bei GLalt unter Nr. 295. Auch im alt-katholischen Gesangbuch des deutschen Bistums, Eingestimmt, findet sich das Lied (unter Nr. 624) mit den Strophen 1, 2 und 7; der gleiche Umfang findet sich im Schweizer christkatholischen Gebet- und Gesangbuch unter der Nr. 866. Im Gesangbuch der Evangelisch-methodistischen Kirche in Deutschland steht das Lied unter der Nr. 367 (EM 367). Die fünfte Strophe wurde dabei ausgelassen. Im Mennonitischen Gesangbuch ist das Lied unter der Nr. 363 (MG 363) mit sieben Strophen enthalten, ebenso im Gesangbuch der Herrnhuter Brüdergemeine unter Nr. 929. Das freikirchliche Gesangbuch Feiern & Loben führt das Lied unter der Nummer 392. Im Gesangbuch der Neuapostolischen Kirche ist das Lied unter Nr. 154 mit 6 Strophen (1–5 und 7) enthalten.

## Bachs Interpretationen
Johann Sebastian Bach hat sich mehrfach des Liedes angenommen. Die Choralkantate BWV 93 ist mit Wer nur den lieben Gott läßt walten betitelt und wurde für den fünften Sonntag nach Trinitatis, den 9. Juli 1724, komponiert. Der Text basiert auf dem Originaltext, der in der ersten und letzten Strophe wörtlich beibehalten und sonst umgedichtet ist.
Weitere Kantaten BWV 84, 88, 166, 179 und 197 greifen teilweise den Text des Originallieds in verschiedenen Strophen auf, teilweise bieten sie neuen Text. Die Melodien der Choralabschnitte orientieren sich dabei am stärksten an der Originalmelodie.
Kantate BWV 21 (Ich hatte viel Bekümmernis) verknüpft zwei Strophen mit einer dreistimmigen Fuge (Sei nun wieder zufrieden, meine Seele); Tenor und Sopran singen den cantus firmus.
Eine Bearbeitung für Orgel, BWV 642, findet sich im Orgelbüchlein. Die Fassung BWV 647 in den Schüblerschen Chorälen ist eine Orgelbearbeitung des vierten Satzes der Kantate BWV 93. Außerdem sind zwei Orgelbearbeitungen manualiter in der Kirnberger-Sammlung enthalten – BWV 690 (mit beziffertem Generalbass-Choral im Anschluss) und BWV 691 (mit einer Variante, die zusätzliche Zwischenspiele aufweist). Eine weitere Variante, das Choralpräludium BWV 691a, findet sich im Klavierbüchlein für Wilhelm Friedemann Bach.

## Weitere Vertonungen und Zitate in anderen Werken
- Felix Mendelssohn Bartholdy vertonte diesen Choral in einem viersätzigen Stück. Als Anfangssatz nahm er den Text „Mein Gott du weißt am allerbesten“.
- Lisa Bielawa komponierte 2013 das Orgelstück Neumark dances, Chorale Prelude on Wer nur den lieben Gott.[7]
- Johannes Brahms zitiert das Thema an verschiedenen Stellen in seinem Deutschen Requiem.
- Von Cornelis de Wolf existiert eine umfangreiche, in den Niederlanden beliebte Orgelbearbeitung (Passacaglia, koraal en fuga over gezang 17, ca. 1928). Die einleitende Passacaglia verwendet den ersten Teil der Melodie in voller Länge als Ostinato, phasenweise nach Dur abgewandelt. Es folgt eine schlichte, motettenhafte Choralbearbeitung und eine Fuge, über deren Finale sich die Liedmelodie zunächst im Doppelpedal und dann in vollgriffigen Akkorden erhebt.
- In dem deutschen Kinofilm Vaya con Dios aus dem Jahre 2002 wird ein von Tobias Gravenhorst eigens dafür komponierter dreistimmiger Satz des Liedes von drei Mönchen a cappella gesungen, wobei die prägnante Melodie stets gut erkennbar bleibt.
- In der Gospelmesse Missa parvulorum Dei komponierte Ralf Grössler 1988 eine Meditation über die Melodie des Kirchenliedes.
- Emilie Mayer zitiert den Choral im dritten Satz ihres Streichquartetts in g-Moll.
- Robert Schumann zitiert den Choralbeginn in seinem Klavierquartett Es-Dur op. 47 im ersten Satz (Violine, T. 72–79).[8]

## Übersetzungen
Das Lied wurde auch ins Tschechische übersetzt: Kdo Bohu ve všem oddává se. Es findet sich im Evangelický zpěvník, dem Gesangbuch der Evangelischen Kirche der Böhmischen Brüder (ČCE).
Ins Dänische übersetzt „Hvo ikkun lader Herren råde og sætter til ham al sin lid, den frier han fra alskens våde …“ 1693 (und mehrfach bearbeitet 1856, 1885); in den neueren Kirchengesangbüchern Den Danske Salmebog, Kopenhagen 1953, Nr. 27; Den Danske Salme Bog, Kopenhagen 1993, Nr. 27; Den Danske Salmebog, Kopenhagen 2002, Nr. 32 (übersetzt von Peder Møller [1642–1697; Pfarrer in Slagelse], vor 1682, andere Übersetzung im Gesangbuch Flensburg 1717, dritte Übersetzung von Frederik Rostgaard [1671–1745; Amtmann über die Ämter Antvorskov und Korsør], 1693, übernommen in das Gesangbuch Pontoppidan 1740 und dann in weiteren Gesangbüchern; bearbeitet von Nikolai Frederik Severin Grundtvig, 1856 [weiterhin in konservativer, veralteter Sprachform]).